# ベアードアード
ベアードアードは日本の男性歌い手兼アイドルの7人組混成グループ。RINDO Entertainment所属。レコードレーベルは日本コロムビア。かいりきベアがサウンドプロデュースをしている。略称は「ベアドア、ベア」。

## 概要
宗教性をコンセプトにしたグループで、初オリジナル楽曲の『ベアードアード』は聴いた人の救いになるような音楽がテーマであり、「真っ暗で矛盾ばかりの中に居たとしても、きっとこの先には夢や希望があるだろう」というメッセージが含まれている。
普段はライブ、YouTubeへ踊ってみた・歌ってみた、ツイキャスにて配信など中心に活動。
グループ名のアルファベット表記では『beardoord』。サウンドプロデューサーのかいりきベアはグループ名の名付け親でもある。
- デビューから2021年9月4日まで旧メンバー『とい』がいたが卒業し同事務所の新グループ『Scapegoat』に移籍。
- 2021年4月16日から約一年間の期間限定で加入した『いりぽん先生』だが、2022年4月10日の加入一周年記念公演で正式加入が発表されこれからも8人で活動することを発表。
- 2021年9月5日に新メンバーとして『りうくん』が加入。
- 2022年8月31日に日本コロムビアから『ヒストリア』でメジャーデビュー[3]。

## 来歴

### 2020年
- 4月14日に所属事務所のRINDO Entertainmentがアカウントを設立。かいりきベアがサウンドプロデュースの新ユニットが始動することを発表。
- 4月16日から22日にかけてメンバーと、メンバー個人の歌ってみたを公開。

- 5月30日にかいりきベア書き下ろし初のオリジナル楽曲『ベアードアード』がYouTubeに投稿された。本人取材の記事によれば『真っ暗で矛盾ばかりの中に居たとしても、きっとこの先には夢や希望があるだろう』というメッセージが込められている[4]。
- 11月30日、すりぃ書き下ろしのオリジナル楽曲『スティグマ』がYouTubeにて公開。

### 2021年
- 1月20日に柊キライ書き下ろしのオリジナル楽曲『ファナティ』がYouTubeにて公開。
- 2月27日に全国のTSUTAYAでレンタル開始される株式会社ottoとCCCミュージックラボ株式会社の2社がタッグを組んでネットクリエイターを支援するプロジェクト『正夢』に参加し、3月22日にアルバムのリリースを記念する『正夢 vol.1』が開催[5]。
- 4月17日に、ファッションブランドの『TRAVIS TOKYO』とスペシャルコラボレーションで限定コラボアイテムの発売や、購入特典となる店頭でのスペシャルイベントが開催[6]。
- 5月8日に作編曲家の磯野涼が作曲したオリジナル楽曲『失楽エデン』がYouTubeにて公開。
- 5月30日に一周年記念として、公式ホームページ開設・『1st ONE-MAN LIVE -カルトチック-』DVDの制作・公式LINEスタンプが発売[7][8][9]。
- 6月19日にかいりきベアが作曲、そしてKanariaが作詞と編曲をしたオリジナル楽曲の『カルトチック』がYouTubeにて公開。
- 9月5日に新メンバーの『りうくん』が加入されたことが発表。
- 10月3日にかいりきベアが作曲し、PolyphonicBranchが作詞・編曲を担当した『メサイア』がYouTubeにて公開。新メンバーが加入し初めてのオリジナル楽曲。
- 10月30日にハロウィンをテーマにしたオリジナル楽曲『Trick Heart』がYouTubeで公開され、作詞作曲は作曲家・シンガーソングライターで活動するコニシユカが担当。
- 12月25日にクリスマスをテーマとした楽曲『ラヴナイトメア』がYouTubeに公開。作詞作曲はかいりきベア。

### 2022年
- 3月11日に『デュエル・マスターズ キングMAX』のオープニング主題歌『ヒストリア』を歌うことを発表。『成長と仲間をテーマにした楽曲』と紹介[10]。作詞作曲はかいりきベアが担当。
- 同日の3月11日に公開したオリジナル楽曲の『RingRing』は作詞作曲がツミキで編曲はすりぃが担当。そしてグループ内初のイラストMV。
- 4月3日に『デュエル・マスターズ キングMAX』に1話放送にて初地上波[11]。
- 4月10日、いりぽん先生の加入一周年記念公演で正式に加入。そしてHoneyWorksの『誇り高きアイドル』を歌って踊ってみたとしてYouTubeに投稿した動画では、いりぽん先生自身が振付をしたダンスを披露。
- 同月同日、『1st ONE-MAN LIVE -カルトチック-』のBlu-rayが発売開始。
- 4月11日からサブスクリプションを解禁。
- 5月22日にすりぃが書き下ろしたオリジナル楽曲『heterodox』がYouTubeにて投稿。『異端、正統ではない』という意味が込められた楽曲[注 1]。
- 5月31日、ベアードアード二周年記念公演にて日本コロムビアの新レーベル『rock field japan』から1st シングル『ヒストリア』で、メジャーデビューすることを発表[12]。
- 6月4日から30日まで期間限定で『スイーツパラダイス』とのコラボカフェを開催[13]。
- 7月14日から28日にわたって『Zepp 東名阪 Tour』を開催[14]。
- 8月10日、17日、24日、31日にテレビ朝日系列23局放送『BREAK OUT』、マンスリーコーナー『FREAK SCENE』に出演[15]。
- 8月16日から31日までの期間、クロス新宿ビジョンにて毎日ヒストリアMV放映。
- 8月31日に日本コロムビアより『ヒストリア』でメジャーデビュー[16]。
- 9月2日放送の『関内デビル』にメンバーのいりぽん、ないちくん、うとが1デイゲストとして出演。
- 9月7日公開のBillboard Japan Hot Animationにて『ヒストリア』が初登場で9位に輝いた[17]。
- 9月22日放送の『オールナイトニッポンX 〜smash.スペシャル〜』にメンバーのいりぽん、つばきくんがゲストとして出演[18]。

### 2023年
- 3月12日、三度目のワンマンライブ『BLACK or WHITE』を開催。
- 6月25日、バケモノバケツ委員会主催『バケ会大作戦2023 〜全部ホントで全部ウソなんです〜』に出演。

## メンバー

### 現メンバー
| 名前         | メンバーカラー | 誕生日   | 出身地   | 星座       | 血液型 | 活動 | ソーシャルメディア |
| ------------ | -------------- | -------- | -------- | ---------- | ------ | --- | --- |
| うと         | 白             | 12月14日 | 青森県   | いて座     | O型    | - YouTubeにて歌ってみたの投稿・VTuberとしての配信 - 同事務所の『AlbaNox』始動から解散までの旧メンバー | - YouTube [@うと] - Twitter [@brdr_uto] - Twitter [@utokun__] - Instagram [@utokun_] - TikTok [@utokun__] - ツイキャス [@brdr_uto]                                                            |
| なめ         | 青             | 11月3日  | 岡山県   | さそり座   | A型    | - リーダー - YouTubeにて歌ってみたの投稿・ツイキャスにての配信 - なめ、ないちくん、あまとくんの3人で『へっぽこ3兄弟』としてYouTube活動 - 2022年4月に始動した同じ事務所の『夢喰NEON』兼任 | - YouTube [@なめくん] - Twitter [@brdr_name] - Instagram [@nameko_769] - TikTok [@nameko_kingd0m] - ツイキャス [@brdr_name]                                                                   |
| つばきくん   | 赤             | 11月22日 | 滋賀県   | さそり座   | A型    | - YouTubeにて歌ってみたの投稿・ツイキャスにて配信 - 2018年9月(デビュー)から2021年12月(休止時)まで『徒花TOXiC』として活動 - 2022年4月に始動した同事務所の『夢喰NEON』兼任 | - YouTube [@つばきくん] - Twitter [@brdr_tsubakikun] - Instagram [@11tsubakidayo22] - TikTok [@tsubakikun1212] - ツイキャス [@brdr_tsubakikun]                                                |
| あまとくん   | 黄             | 10月1日  | 鳥取県   | てんびん座 | A型    | - YouTubeにて歌ってみたの投稿・ツイキャスにての配信 - あまとくん、ないちくん、なめの3人で『へっぽこ3兄弟』としてYouTube活動 | - YouTube [@あまとくん] - Twitter [@brdr_amato] - Instagram [@amato_kun] - TikTok [@amatonyaaan] - ツイキャス [@brdr_amato]                                                                   |
| ないちくん   | 水             | 1月3日   | 長崎県   | やぎ座     | A型    | - YouTubeにて歌ってみたの投稿・ツイキャスにて配信 - ないちくん、あまとくん、なめの3人で『へっぽこ3兄弟』としてYouTube活動 | - YouTube [@ないちくん] - Twitter [@brdr_Naichick] - Instagram [@naichikun] - TikTok [@chick0103] - ツイキャス [@c:Chick0103]                                                                 |
| いりぽん先生 | ピンク         | 6月12日  | 千葉県   | ふたご座   | O型    | - 2021年4月16日から一年の期間限定として加入 - 2022年4月10日に正式加入 - YouTubeにて踊ってみた、ダンス企画などの投稿・振付提供 - 仮面ライアー217と共に『バケモノバケツ委員会』としてYouTube活動 - アイドルグループ『▷ せーぶぽいんと』プロデューサー - 元『*ChocoLate Bomb!!』で2016年に卒業 | - YouTube [@いりぽん先生] - YouTube [@いりえくん!] - YouTube [@バケモノバケツ委員会【バケ会】] - Twitter [@panpaooo] - Instagram [@iriponsan] - TikTok [@iripon_bbi] - ツイキャス [@panpaooo] |
| りうくん     | オレンジ       | 2月10日  | 神奈川県 | みずがめ座 | AB型   | - 2021年9月5日、加入 - YouTubeに歌ってみた、弾き語りの投稿・ツイキャスにて配信 | - YouTube [@Riu【りうくん】] - Twitter [@brdr_riu] - Instagram [@riu_kurage] - TikTok [@riu_kurage] - ツイキャス [@brdr_riu]                                                                  |

### 旧メンバー
| 名前 | メンバーカラー | 誕生日  | 星座       | 活動期間            | 卒業経由 |
| ---- | -------------- | ------- | ---------- | ------------------- | --- |
| とい | 緑             | 1月1日  | やぎ座     | 結成〜2021年9月4日  | - 同事務所の新グループ『Scapegoat』に移籍。 - Scapegoatのお披露目の8月1日から約一ヶ月間兼任。                                                                                            |
| のあ | 紫             | 1月21日 | みずがめ座 | 結成〜2023年3月12日 | - 2023年2月9日公式Twitterにて3月12日に行われる3rdワンマンライブをもって卒業する事を発表。 - 理由は「限りある人生で、後悔なく生きるために色々なことに挑戦したい気持ちが強くなった」から。 |

## ディスコグラフィー
※順位はオリコン週間ランキングでの最高位を示す。

### シングル
| No. | タイトル                         | 形態    | 収録曲 | 規格品番   | 順位 |
| --- | -------------------------------- | ------- | --- | ---------- | ---- |
| 1   | 『ヒストリア』 （2022年8月31日） | 通常盤A | 1. ヒストリア 【作詞・作曲・編曲:かいりきベア】 2. ダイバライバ 【作詞・作曲・編曲:Medansy】 3. マティアリ 【作詞・作曲・編曲:yowanecity】 | COCA-18029 | 7位  |
| 1   | 『ヒストリア』 （2022年8月31日） | 通常盤B | 1. ヒストリア 2. ダイバライバ 3. 愛飢えナイトオウル 【作詞:Medansy、作曲:吉村彰一、編曲:西野将哉】                                         | COCA-18030 | 7位  |
| 1   | 『ヒストリア』 （2022年8月31日） | 通常盤C | 1. ヒストリア 2. ダイバライバ 3. 失楽エデン 【作詞:キャロ美、作曲・編曲:磯野涼】                                                           | COCA-18031 | 7位  |

#### デジタル・シングル
| No. | サブスク解禁日 | タイトル                               | 収録曲 |
| --- | -------------- | -------------------------------------- | --- |
| 1   | 2022年4月11日  | 『ベアードアード』                     | 1. ベアードアード                                                                                                |
| 2   | 2022年4月18日  | 『ダイバライバ』                       | 1. ダイバライバ                                                                                                  |
| 3   | 2022年4月25日  | 『ラヴナイトメア』                     | 1. ラヴナイトメア                                                                                                |
| 4   | 2022年5月2日   | 『RingRing』                           | 1. RingRing |
| 5   | 2022年5月11日  | 『マティアリ』                         | 1. マティアリ |
| 6   | 2022年5月16日  | 『スティグマ』                         | 1. スティグマ |
| 7   | 2022年5月23日  | 『heterodox』                          | 1. heterodox |
| 8   | 2022年5月30日  | 『カルトチック』                       | 1. カルトチック                                                                                                  |
| 9   | 2022年6月6日   | 『ファナティ』                         | 1. ファナティ |
| 10  | 2022年6月20日  | 『メサイア』                           | 1. メサイア |
| 11  | 2022年7月11日  | 『失楽エデン』                         | 1. 失楽エデン |
| 12  | 2022年8月31日  | 『ヒストリア (Special Edition)』       | 1. ヒストリア 2. ダイバライバ 3. マティアリ 4. 愛飢えナイトオウル 5. 失楽エデン 6. ヒストリア - Anime short ver. |
| 13  | 2022年12月22日 | 『かまってほしい』                     | 1. かまってほしい                                                                                                |
| 14  | 2023年3月13日  | 『ムーンシェイド』                     | 1. ムーンシェイド                                                                                                |
| 15  | 2023年3月14日  | 『Choco-la-Holic』                     | 1. Choco-la-Holic                                                                                                |
| 16  | 2023年3月17日  | 『トリックゴースト』                   | 1. トリックゴースト                                                                                              |
| 17  | 2023年3月20日  | 『デスデスハデス』                     | 1. デスデスハデス                                                                                                |
| 18  | 2023年3月27日  | 『微笑んでよ、ジョーカー』             | 1. 微笑んでよ、ジョーカー                                                                                        |
| 19  | 2023年4月4日   | 『ファーブラ』                         | 1. ファーブラ |
| 20  | 2023年5月26日  | 『姫様の言うとおり』                   | 1. 姫様の言うとおり                                                                                              |
| 21  | 2023年6月18日  | 『ネメシア』                           | 1. ネメシア |
| 22  | 2023年7月12日  | 『愛情飢餓少女』                       | 1. 愛情飢餓少女                                                                                                  |
| 23  | 2023年7月18日  | 『レディキラーカクテル』               | 1. レディキラーカクテル                                                                                          |
| 24  | 2023年9月1日   | 『至上命題=アンソロジー』              | 1. 至上命題=アンソロジー                                                                                         |
| 25  | 2023年10月8日  | 『シャノワール』                       | 1. シャノワール                                                                                                  |
| 26  | 2023年11月1日  | 『ノワル』                             | 1. ノアル |
| 27  | 2023年11月20日 | 『ロストライア』                       | 1. ロストライア                                                                                                  |
| 28  | 2023年12月23日 | 『永劫ラビリンス』                     | 1. 永劫ラビリンス                                                                                                |
| 29  | 2024年1月15日  | 『アイドラトリィ』                     | 1. アイドラトリィ                                                                                                |
| 30  | 2024年3月22日  | 『ヴィギナー』                         | 1. ヴィギナー |
| 31  | 2024年4月2日   | 『トキメキUNITED (ベアードアードver)』 | 1. トキメキUNITED (ベアードアードver)                                                                            |

#### ミニアルバム
| No. | サブスク解禁日 | タイトル  | 収録曲 |
| --- | -------------- | --------- | --- |
| 1   | 2024年2月5日   | 『FAITH』 | 1. らぶみ〜べいべ！ 2. わんわんお！ 3. ツーンってしてたい！ 4. Heavy&Beat, Emotion 5. ライラ 6. 悦楽Delusion |

### 映像作品
| ＃ | 発売日        | タイトル                        | 仕様    |
| -- | ------------- | ------------------------------- | ------- |
| 1  | 2022年4月10日 | 1st ONE-MAN LIVE -カルトチック- | Blu-ray |

### ミュージック・ビデオ
| 年     | 公開日   | タイトル       | 協力制作者                                       | リンク      |
| ------ | -------- | -------------- | ------------------------------------------------ | ----------- |
| 2020年 | 5月30日  | ベアードアード | イラスト：すずか爆弾、のう                       | [ 動画 1 ]  |
| 2020年 | 11月30日 | スティグマ     | イラスト：のう 映像：月乃                        | [ 動画 2 ]  |
| 2021年 | 1月20日  | ファナティ     | イラスト：わく 映像：月乃                        | [ 動画 3 ]  |
| 2021年 | 6月19日  | カルトチック   | イラスト：のう 映像：えるいー                    | [ 動画 4 ]  |
| 2021年 | 10月3日  | メサイア       | イラスト：すずか爆弾 映像：おでん                | [ 動画 5 ]  |
| 2021年 | 10月30日 | Trick Heart    | イラスト：Chieri 映像：陽幸                      | [ 動画 6 ]  |
| 2021年 | 12月25日 | ラヴナイトメア | イラスト：よざくら✿ 映像：オムカ                 | [ 動画 7 ]  |
| 2022年 | 3月11日  | RingRing       | イラスト・映像：紺色。                           | [ 動画 8 ]  |
| 2022年 | 5月22日  | heterodox      | イラスト：朱 ひゐろ 映像：Yoshi                  | [ 動画 9 ]  |
| 2022年 | 8月31日  | ヒストリア     | ディレクター：Kazuma Idegami 振付：みうめ        | [ 動画 10 ] |
| 2022年 | 12月17日 | かまってほしい | 撮影：イッチイ 振付：いどみん                    | [ 動画 11 ] |
| 2022年 | 12月25日 | ラヴナイトメア | 撮影：Johnny. 編集：茶ノ宮 振付：仮面ライアー217 | [ 動画 12 ] |
| 2023年 | 3月14日  | Choco-la-holic | 撮影：Johnny. 編集：茶ノ宮 振付：いりぽん        | [ 動画 13 ] |
| 2023年 | 4月15日  | ダイバライバ   | 撮影：Johnny. 編集：茶ノ宮 振付：小池成          | [ 動画 14 ] |
| 2023年 | 5月5日   | heterodox      | 撮影：Johnny. 編集：茶ノ宮 振付：小池成          | [ 動画 15 ] |
| 2023年 | 5月28日  | ムーンシェイド | イラスト：わく 映像：ナオト                      | [ 動画 16 ] |
| 2023年 | 6月24日  | デスデスハデス | 撮影・編集：ギと                                 |             |
| 2023年 | 10月31日 | Trick Heart    | 撮影：Johnny. 編集：茶ノ宮                       |             |

## タイアップ
- 『ヒストリア』- 『デュエル・マスターズ キングMAX』オープニング主題歌

## 出演

### テレビ番組
- BREAK OUT『FREAK SCENE』（テレビ朝日系列、2022年8月10日・17日・24日・31日）
- 関内デビル（テレビ神奈川、2022年9月2日、出演：いりぽん、ないちくん、うと）

### ラジオ
- オールナイトニッポンX 〜smash.スペシャル〜（ニッポン放送、2022年9月22日、出演：いりぽん、つばきくん）